# Salesópolis
Salesópolis es un municipio brasileño del estado de São Paulo. Según el censo del IBGE del año 2010, la población estimada era de 15 639 habitantes.